# 単独審
単独審（たんどくしん、英: single judge trial）とは、1人の裁判官が、単独で裁判（審理・判決など）を行う裁判のことをいう。これに対し、複数の裁判官が裁判（審理・判決など）を行う場合は合議審という。
日本において、判事または特例判事補は単独審を行うことができるが、特例判事補でない判事補は一般事件で単独審を行うことはできない。